# Glen De Boeck
Glen De Boeck (n. Boom, Bélgica, 22 de agosto de 1971) es un exfutbolista y actual entrenador belga, que se desempeñó como defensa y militó en diversos clubes de Bélgica. 

## Selección nacional
De Boeck jugó 20 partidos internacionales, para la selección nacional belga y anotó solo un gol. Participó con la selección belga, en 2 ediciones de la Copa Mundial. La primera fue en la cita de Francia 1998, donde su selección quedó eliminada, en la primera fase de aqulla cita y la segunda fue en la cita de Corea del Sur y Japón 2002, donde la selección belga quedó eliminada, en la fase de los Octavos de final, tras perder ante Brasil, que terminó siendo campeón invicto de aquel mundial.

## Clubes
| Club          | País    | Año         |
| ------------- | ------- | ----------- |
| Rupel Boom FC | Bélgica | 1990 - 1992 |
| Mechelen      | Bélgica | 1992 - 1995 |
| Anderlecht    | Bélgica | 1995 - 2005 |

## Participaciones en Copas del Mundo
| Mundial                        | Sede                  | Resultado        |
| ------------------------------ | --------------------- | ---------------- |
| Copa Mundial de Fútbol de 1998 | Francia               | Primera fase     |
| Copa Mundial de Fútbol de 2002 | Corea del Sur y Japón | Octavos de final |